# پینا د ابرو
پینا د ابرو (به اسپانیایی: Pina de Ebro) یک دهستان در اسپانیا است که در استان ساراگوسا واقع شده‌است. پینا د ابرو ۳۰۸ کیلومتر مربع مساحت و ۲٬۳۵۲ نفر جمعیت دارد.